# 斯米尔尼阿波罗足球俱乐部
斯米尔尼阿波罗足球俱乐部（希腊语: Γυμναστικός Σύλλογος Απόλλων Σμύρνης - Gymnastikos Syllogos Apollon Smyrnis），希腊雅典的一个足球俱乐部。现在参加希臘足球超級聯賽。